# うみへび座W星
うみへび座W星（うみへびざWせい）は、うみへび座に位置する脈動変光星である。

## 特徴
学名はW Hydrae（略称：W Hya）。変光星総合カタログでは361日の周期で半規則的に変光するSRA型変光星として分類されているが、アメリカ変光星観測者協会では390日の周期で5.6等と9.6等の間を変光するミラ型変光星として分類されている。変光に伴いスペクトル型も変化するが、変光星総合カタログではスペクトル型をM7.5e-M9epとしているのに対し、アメリカ変光星観測者協会ではスペクトル型をM7e-M9epとしている。変光星総合カタログでうみへび座W星が分類されるSRA型とアメリカ変光星観測者協会でうみへび座W星が分類されるミラ型はともに規則性の高い脈動変光をする赤色巨星であり、ミラ型は変光幅が大きくSRA型は変光幅が小さい点のみが異なる。

### 水と塵のメーザー
うみへび座W星は、塵と水蒸気のディスクの存在を示す強い水の吸収線を持つことで知られている。この吸収線は、10.7天文単位（土星の軌道程度）から1.2パーセクの範囲まで広がっている。